# Telnice (kraj ustecki)
Telnice – gmina w Czechach, w powiecie Uście nad Łabą, w kraju usteckim. Według danych z dnia 1 stycznia 2013 liczyła 745 mieszkańców.
We wsi po raz pierwszy w Czechach wytworzono sztuczny śnieg, co było wynikiem prac naukowców Politechniki Czeskiej z Pragi w listopadzie 1965.